# Andreella
Andreella is een mosdiertjesgeslacht uit de familie van de Microporidae en de orde Cheilostomatida. De wetenschappelijke naam ervan is in 1888 voor het eerst geldig gepubliceerd door Jullien.

## Soorten
- Andreella megapora Moyano & Melgarejo, 1978
- Andreella patagonica Lopez Gappa, 1981
- Andreella polypora Moyano, 1985
- Andreella uncifera (Busk, 1884)

Niet geaccepteerde soorten:
- Andreella unicifera (Busk, 1884) → Andreella uncifera (Busk, 1884)